# Tom și Jerry îl întâlnesc pe Sherlock Holmes
Tom și Jerry îl întâlnesc pe Sherlock Holmes (engleză Tom and Jerry Meet Sherlock Holmes) este un film animat de comedie și mister direct-pe-video, avându-le în distribuție pe faimoasele staruri Tom și Jerry. Este produs de studioul de animație Warner Bros. și lansat pe 24 august 2010. Filmul este notabil pentru a fi primul produs în întregime fără prezența creatorilor originali William Hanna și Joseph Barbera, regizorii desenelor cu Tom și Jerry timp de 70 de ani care erau deja decedați până la lansarea sa.
Premiera în România a filmului a fost pe 28 noiembrie 2011, prin lansarea pe DVD de către ziarul Libertatea, în română. A avut și premiera televizată pe canalul Boomerang pe 12 martie 2017.

## Premisă
În orașul Londra un escroc fură bijuterii în jurul lui Scotland Yard și Red, o cântăreață splendidă, e găsită vinovată pentru acest delict. Tom și Jerry, ca asistenți, trebuie să-l ajute pe Sherlock Holmes să caute indicii și să-l prindă pe adevăratul hoț pentru a salva cazul.

## Legături externe
- Tom și Jerry îl întâlnesc pe Sherlock Holmes la Internet Movie Database